# Airbus A321MPA
Airbus A321MPA - propozycja Airbus Defence and Space dotycząca wariantu Airbus A321 do nadzoru morskiego, mającego konkurować z Boeing P-8 Poseidon.
Program A321 MPA jest odpowiedzią firmy Airbus Defence and Space na rosnące światowe zapotrzebowanie na nowoczesne morskie samoloty patrolowe. Oparty na platformie udanego samolotu pasażerskiego A321, MPA jest wyposażony w zaawansowane systemy misji, możliwość wystrzeliwania torped i rakiet przeciwokrętowych oraz najnowocześniejsze czujniki.
Zastosowanie kadłuba A321 pozwala na większą pojemność paliwa i ładunku w porównaniu z mniejszymi modelami takimi jak Airbus C295 Persuader, znacznie zwiększając tym samym zasięg operacyjny. Podczas gdy C295 Persuader jest popularnym wyborem dla patroli morskich w krajach o niższych wymaganiach, A321 MPA ma na celu konkurowanie w kategorii samolotów o większym zasięgu i pojemności, gdzie w ostatnich latach na rynku dominował Boeing P-8 Poseidon. Airbus utrzymuje, że wybór A321 zapewnia operatorom już korzystającym z samolotów z rodziny A320 korzyści logistyczne i konserwacyjne.
Boeing P-8 Poseidon, oparty na Boeingu 737, jest obecnie standardem w patrolach morskich dalekiego zasięgu i jest używany przez takie kraje, jak Stany Zjednoczone, Indie i Australia. Airbus podkreśla jednak, że A321 MPA oferuje bardziej nowoczesną konstrukcję, oszczędność paliwa i niższe koszty operacyjne. Z drugiej strony Airbus promował także C295 Persuader jako ekonomiczną alternatywę dla misji morskich, chociaż ze względu na swoje rozmiary ma bardziej ograniczone możliwości. Wywołało to wewnętrzną rywalizację w Airbusie, ponieważ obie platformy są skierowane do różnych segmentów rynku.